# Distúrbios na Papua-Nova Guiné em 2024
Os distúrbios na Papua-Nova Guiné iniciaram em 10 de janeiro de 2024 na capital da Papua-Nova Guiné, Port Moresby, espalhando-se mais tarde para Lae, causados pelo anúncio de dedução fiscal do primeiro-ministro James Marape, que foi posteriormente retirada. Os tumultos resultaram em incêndios criminosos, saques e vários distúrbios civis. Pelo menos 16 pessoas foram mortas. Posteriormente, Marape declarou estado de emergência por 14 dias e suspendeu o chefe de polícia do país e altos funcionários dos ministérios das finanças e do tesouro.

## Contexto
Os tumultos ocorreram no meio de questões socioeconômicas que afetam o país, como o aumento da inflação e o elevado desemprego.

## Eventos
Os distúrbios começaram em 10 de Janeiro, na sequência de um protesto da polícia, funcionários de segurança e outros funcionários públicos que iniciou-se no Ungi Oval em Port Moresby e depois prosseguiu fora do Parlamento Nacional devido a deduções salariais repentinas que atingiram até 50%, o que o primeiro-ministro James Marape atribuiu a um erro de computador, bem como a rumores de novos impostos introduzidos pelo governo.
Os tumultos começaram em Port Moresby antes de se espalharem para Lae. Várias lojas foram saqueadas durante os distúrbios, enquanto uma grade de segurança foi arrancada e um veículo da polícia foi incendiado em frente ao gabinete do primeiro-ministro, juntamente com a guarita do edifício do Parlamento Nacional. Os manifestantes também teriam ameaçado os bombeiros em resposta aos incidentes.
A Força de Defesa da Papua-Nova Guiné foi posteriormente enviada às ruas para restaurar a ordem. A embaixada dos Estados Unidos relatou tiroteio perto do seu complexo enquanto a polícia dispersava os saqueadores.
Pelo menos 16 pessoas foram mortas, nove em Port Moresby e sete em Lae. Pelo menos 31 pessoas ficaram feridas, 25 delas com ferimentos de bala e outras seis dilaceradas por facas. Pelo menos dois cidadãos chineses estavam entre os feridos.

## Consequências
Em resposta aos distúrbios, o primeiro-ministro James Marape declarou estado de emergência por 14 dias e anunciou que pelo menos 1.000 soldados estavam de prontidão para intervir se "necessário". Ele também anunciou a suspensão do chefe da Polícia Real da Papua-Nova Guiné, bem como de altos funcionários dos ministérios das finanças e do tesouro.
Em 11 de Janeiro, seis deputados demitiram-se dos seus cargos no governo, alegando uma perda de confiança na liderança de Marape na sua resposta aos distúrbios. Um deles, o antigo vice-ministro do Planeamento Nacional, James Nomane, também apelou à demissão de Marape, culpando-o, bem como aos ministros da polícia e do Tesouro, pela crise.